# バラーナ族

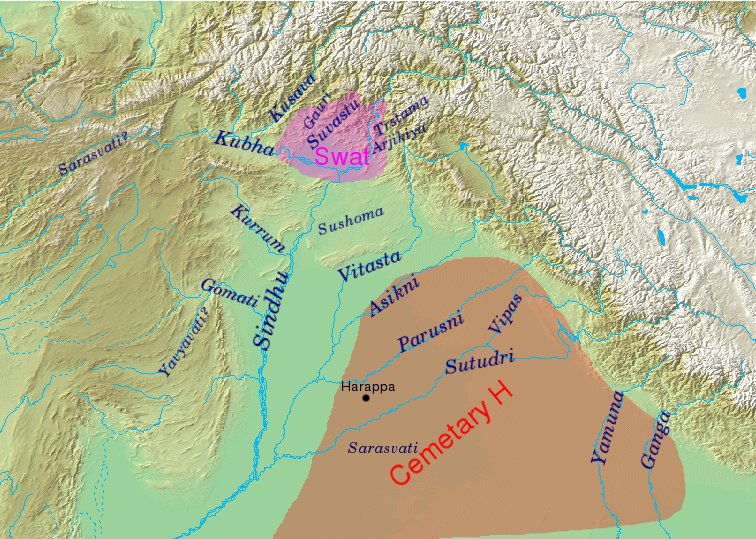
十王戦争の戦場となった五河地方（パンジャーブ）

バラーナ族（サンスクリット語 भलान Bhalana）は、古代インドの宗教文献『リグ・ヴェーダ』に言及される部族のひとつ（7.18.7）。十王戦争に、プール族をはじめとする十王軍のひとつとして参戦し、スダース王率いるトリツ族・バラタ族軍に敗れた。

## 活動範囲
- パキスタンのボーラーン峠（英語版）の名は、「バラーナ」に由来するとして、これを根拠に、バラーナ族はアフガニスタンに存在した国カーブリスターンの東部にいたという説がある。